# Kirdonys
Kirdonys è una città del distretto di Biržai della contea di Panevėžys, nel nord-est della Lituania non molto distante dal confine con la Lettonia. Secondo un censimento del 2011, la popolazione ammonta a 456 abitanti. È uno dei centri più importante della seniūnija di Pabiržė.

## Geografia
Il centro abitato si trova in una zona pianeggiante tra i fiumi Upytė e Tatula nel Parco regionale di Biržai e di recente è stata istituita la riserva paesaggistica Kirdonys-Tatula. Ad ovest c'è la foresta di Kirdonys.

## Storia
Il 31 maggio 1802 una spedizione guidata dal professor Bonifac Jundzil dell'Università di Vilnius ha operato delle ricerche sul salgemma nella regione di Biržai, incluse ricerche a Kirdonys. La fattoria collettiva di Kirdonys fu fondata nel 1917 ed è una delle più longeve del Paese, operativa a pieno regime dal 1921-1995. 
Nel 1974 sono stati costruiti un ufficio postale e una biblioteca.
Nel 2008 la fattoria collettiva è stata riutilizzata e trasformata nella società agricola Kirdonys (i cui dirigenti sono Titas Aleksiūnas, Ričardas Rinkevičius).